# Schwarzroter Rindenkäfer
|                       | |
| Abb. 1: Halsschild    | Abb. 2: Fühler von unten                                                                                                   |
|                       | |
| Abb. 3: Vorderansicht | |
|                       | |
| Abb. 4: Aufsicht      | |
|                       | Abb. 6: Ausschnitt der rechten Flügeldecke, Flügeldeckennaht links, Zwischen zwei Kielen befinden sich je zwei Punktreihen |
| Abb. 5: Unterseite    | |

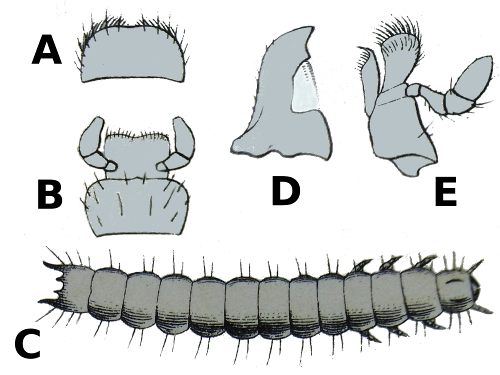
Abb. 7 nach Reitter:
A Oberlippe B Unterlippe mit Lippentastern
C Larve D Oberkiefer E Unterkiefer mit Kiefertaster

Der Schwarzrote Rindenkäfer, auch Gekielter Rindenkäfer genannt (Bitoma crenata), ist ein Käfer aus der Familie der Zopheridae und der Unterfamilie Colydiinae. In der deutschsprachigen Fachliteratur war der wissenschaftliche Name der Art lange Ditoma crenata.
Im alten und neuen Gattungsnamen Ditoma bzw. Bitoma steckt die Wortwurzel tom-, die in altgr. τομή, tomē „Schnitt“ enthalten ist. Sie wird durch di- beziehungsweise bi- ergänzt, was auf Altgr. beziehungsweise Lat. „zwei“ bedeutet. Der Name spielt auf die zweigliedrige Fühlerkeule an. Der Artname crenata (lat. crenātus, a, um,) bedeutet „gekerbt“ und bezieht sich auf die Längskiele der Flügeldecken, zwischen denen die Flügeldecken gekerbt erscheinen. „Schwarzrot“ spielt auf die Farbe der Flügeldecken an, „Rindenkäfer“ auf den Lebensraum, in dem die Art und verwandte Arten anzutreffen sind.
In Europa ist der Schwarzrote Rindenkäfer der einzige Vertreter der Gattung Bitoma.

## Merkmale des Käfers
Die Körperform der Käfers ist seinem Lebensraum unter Baumrinde angepasst. Die durchschnittlich nur 3 Millimeter langen Käfer sind flach gebaut und etwa dreimal so lang wie breit.
Der Kopf ist breiter als lang und mit Ausnahme des rötlichen Vorderrandes matt schwarz. Die Mundwerkzeuge sind von oben nicht sichtbar. Die Oberkiefer (Abb. 7 D) besitzen an der Basis eine weit nach innen reichende Mahlfläche, darüber sind sie innen stark ausgebuchtet, die Ausbuchtung ist mit einem Hautsaum überspannt. Sie enden in einer zweizähnigen Spitze. Die Oberlippe ist vorn schwach gerundet und bewimpert (Abb. 7 A). Die viergliedrigen Kiefertaster sind kurz, das Endglied erweitert sich kegelförmig und ist schräg abgestutzt (Abb. 7 E). Das Endglied der dreigliedrigen Lippentaster ist nach vorn etwas verschmälert und gerade abgestutzt (Abb. 7 B).
Die Fühler (Abb. 2) sind elfgliedrig. Sie sind unter dem Seitenrand der Stirn vor den Augen eingelenkt. Die letzten beiden Glieder bilden eine Keule. Die beiden Basisglieder sind etwas größer, die restlichen sieben Glieder bilden eine nach außen etwas dicker werdende Geißel. Die Augen sind rund und gewölbt.
Der etwa quadratische Halsschild (Abb. 1) ist matt schwarz und an den Vorderecken vorgezogen. Die Scheibe ist leicht eingedrückt und mit einer leicht nach außen gebogenen Kante gegen die Seite abgesetzt. Zwischen dieser Kante und dem Seitenrand verläuft beiderseits über die gesamte Länge des Halsschilds ein deutlicher Kiel.
Die Flügeldecken sind in seltenen Fällen ganz rot, gewöhnlich jedoch entlang der Flügeldeckennaht und auf einer breiten Querbinde schwarz. Sie sind gemeinsam etwa doppelt so lang wie breit, und gleich breit wie der Halsschild. Ihre Außenränder sind parallel zueinander. Sie tragen Punktreihen, die breiter sind als die Zwischenräume zwischen zwei nebeneinanderliegenden Punktreihen. Die neben dem Schildchen liegende Skutellarpunktreihe ist nur kurz. Die Flügeldeckennaht und jeder zweite Zwischenraum zwischen den Punktreihen ist kielförmig erhaben (Abb. 6). Das Schildchen ist breiter als lang und winzig.
Die Unterseite ist matt schwarz (Abb. 5). Fünf Hinterleibssegmente sind sichtbar. Die rotbraunen Beine sind stark nach außen gestellt. Vorder- und Mittelhüften sind kugelig und treten kaum aus der Brust heraus. Die Schenkel sind nur wenig keulenförmig verdickt, die Schienen sind gerade, verbreitern sich nach außen leicht und sind am Ende fein bedornt. Die Tarsen sind alle viergliedrig, die ersten drei Tarsenglieder kurz und etwa gleich lang, zusammen sind sie kürzer als das Klauenglied. Die Krallen sind abknickend und spitz.

## Biologie
Die Käfer leben und entwickeln sich unter abgestorbener, sich lösender Baumrinde von Laub- und Nadelhölzern und unter trockenen Baumschwämmen. Larve (Abb. 7 C) und Imago leben räuberisch von kleinen Gliedertieren. Nach Reitter lebt die Larve „namentlich unter Buchenrinde in den Gängen des Borkenkäfers Taphrorychus bicolor, dessen Larven und Nymphen er verzehrt“. Die Imagines sind ganzjährig und oft gesellig anzutreffen, gelegentlich auch in der Sonne auf der Rinde.

## Verbreitung
Die Art ist in nahezu ganz Europa und dem Nahen Osten verbreitet.